# Users

users — UNIX‐утилита, выводящая список имён пользователей на данном хосте, разделённых пробелами. Каждое выводимое имя пользователя соответствует login сессии, например, если пользователь имеет больше, чем одну login-сессию, то имя этого пользователя выводится столько раз, сколько login‐сессий. Без указания в качестве аргумента имени файла users извлекает информацию из файла /var/run/utmp. Если в качестве аргумента задано имя файла, то users использует данный файл. В противном случае используется /var/log/wtmp.